# John McLaughlin
John McLaughlin (født 4. januar 1942 i Doncaster, England) er en britisk jazz- og fusionmusiker (guitarist) og komponist. Han spillede som sessionguitarist i London i 1960'erne, hvorefter han i 1969 flyttede til USA, efter at Trommeslageren Tony Williams antog ham i sin trio Lifetime. Mclaughlin blev herefter hyret af Miles Davis til dennes band, og indspillede pladerne Jack Johnson, In A Silent Way og Bitches Brew. I 1970 dannede han det banebrydende fusionsorkester Mahavishnu Orchestra som indspillede en række plader først i 70´erne og vandt stor anerkendelse herfor.
McLaughlins tidligere værk er elektrisk rock/jazz-fusion. I 1974 udgav Mahavishnu Orchestra og London Symphony Orchestra med Michel Tilson Thomas pladen Apocalypse som blandede moderne jazz fusioneret med senromantisk orkesterklang. I 1980'erne og 1990'erne har McLaughlin sammen med flamencoguitaristen Paco de Lucía og jazzguitaristen Al Di Meola leveret virtuose akustiske live-optræden. McLaughlin anvender ofte indiske elementer og byder indiske musikere med, blandt andre tablaspilleren Zakir Hussain. Ligeledes dannede han i begyndelsen af 90'erne en trio med percussionisten Trilok Gurtu og bassisten Kai Eckhard.
- John McLaughlin på Hollabrunns jazzfest i Østrig, 1986
- John McLaughlin (2001)